# Pinus mugo
Pinus mugo là một loài thực vật hạt trần trong họ Thông. Loài này được Turra miêu tả khoa học đầu tiên năm 1764.